# Miribel-les-Échelles
Miribel-les-Échelles é uma comuna francesa na região administrativa de Auvérnia-Ródano-Alpes, no departamento de Isère.